# ویکتور هوگو اماتی
ویکتور هوگو اماتی (انگلیسی: Víctor Hugo Amatti؛ زادهٔ ۲۰ ژوئن ۱۹۶۵) بازیکن فوتبال اهل آرژانتین است.